# Josenildo Abrantes
Josenildo Santos Abrantes (Macapá, 29 de março de 1973) é um funcionário público e político brasileiro.

## Biografia
Nascido em Serra do Navio, Josenildo tem formação em Administração e é especialista em Gestão Pública e Planejamento. Tem 30 anos de carreira como servidor na Secretaria de Fazenda do Amapá (Sefaz-AP). 
Foi secretário municipal em Santana.
E durante mais de 7 anos o foi da já citada Sefaz-AP, tendo cessado suas funções para se licenciar e disputar uma eleição pela primeira vez. Também serviu durante dois mandatos como vice-presidente do "Comitê Nacional de Secretários de Fazenda, Finanças, Receita e Tributação dos Estados e do Distrito Federal" (Comsefaz).
Filiado ao Partido Democrático Trabalhista (PDT), nas eleições de outubro de 2022, disputou o cargo de deputado federal pelo Amapá, sendo eleito com 27.112 votos, a maior votação do estado. 